# Belle de Septembre
Belle de Septembre sinónimo: Reine Claude Rouge Van Mons es una variedad cultivar de ciruelo (Prunus domestica), de las denominadas ciruelas europeas,
una variedad de ciruela se cree que fue criado por Van Mons en Bélgica. Se registró por primera vez en 1853. Extraordinariamente hermosa y sabrosa "Reine Claude".
Las frutas tienen un tamaño medio a grueso, de color rojo púrpura claro sobre un fondo verde, y pulpa de color amarillo blanco a amarillo rosado, con textura gruesa, firme, y sabor jugosa, dulce debajo de la piel, sabor más suave cerca del hueso, aromático, típico de las Claudias, bueno.

## Sinonimia
- "Reine Claude Rouge de Septembre",
- "Reine Claude Rouge Van Mons".[3][4][2]

## Historia
'Belle de Septembre' es una variedad emparentada con las ciruelas en el grupo de las "Reinas Claudias", que se cree fue criado por Van Mons en Bélgica. Se registró por primera vez en 1853.
Ha sido descrita por : 1. Horticulturist 10:71. 1855. 2. Downing Fr. Trees Am. 394. 1857. 3. Flor. & Pom. 144, Pl. 1863. 4. Hogg Fruit Man. 351, 384. 1866, 5. Mas Le Verger 6:27, fig. 14. 1866-73. 6. Le Bon Jard. 341. 1882. 7. Barry Fr. Garden 410. 1883. 8. Decaisne & Naudin Man. Am. des Jard. 4: 382. 9. Mathieu Nom. Pom. 449, 451. 1889. 10. Garden 50:295. 1896. 11. Rivers Cat. 33. 1898. 12. Fish Hardy-Fr. Bk. 2:55. 13. Thompson Gard. Ass't 4:156. 1901. 14. Waugh Plum Cult. 96. 1901.
'Belle de Septembre' está cultivada en diversos bancos de germoplasma de cultivos vivos, tales como en National Fruit Collection (Colección Nacional de Fruta) de Reino Unido con el número de accesión: 2000-126 y Nombre Accesión : Belle de Septembre. El espécimen fue recibido en el «National Fruit Trials» (Probatorio Nacional de Frutas), para evaluar sus características en 2000.

## Características
'Belle de Septembre' árbol de crecimiento fuerte y saludable, de una productividad media a alta, produce regularmente y abundantemente, presenta autopolinización. Tiene un tiempo de floración que comienza a partir del 27 de abril con el 10% de floración, para el 1 de mayo tiene una floración completa (80%), y para el 12 de mayo tiene un 90% de caída de pétalos.
'Belle de Septembre' tiene una talla de fruto de tamaño medio a grande de peso promedio 38.50 gr, de forma redonda a ligeramente ovalada, algo asimétrica, con la sutura ancha y poco profunda que se extiende lejos del fondo; epidermis tiene piel medianamente dura y agria, de color rojo púrpura claro sobre un fondo verde, lenticelas abundantes, pequeñas marrón amarillentos, con pruina espesa azul claro; Pedúnculo corto un promedio de 7.10 mm, de calibre delgado, muy pubescente, ubicado en una cavidad del pedúnculo amplia y poco profunda, medianamente rebajada en la sutura y casi imperceptible en el lado opuesto; pulpa de color amarillo blanco a amarillo rosado, con textura gruesa, firme, y sabor jugosa, dulce debajo de la piel, sabor más suave cerca del hueso, aromático, típico de las Claudias, bueno.
Hueso semi libre, pequeño o medio, elíptico redondeado, ligeramente asimétrico, semi globoso, surcos muy marcados, superficie arenosa.
Está encuadrada en las variedades tardías, siendo su tiempo de recogida de cosecha que se inicia en la tercera decena de septiembre, hasta la primera decena de octubre.

## Usos
La ciruela 'Belle de Septembre' se comen crudas de fruta fresca en mesa, y en preparados culinarios, da una mermelada roja cuando se cocina.

## Enfermedades y plagas
Plagas específicas:
Pulgones, Cochinilla parda, aves Camachuelos, Orugas, Araña roja de árboles frutales, Polillas minadoras de hojas, Pulgón enrollador de hojas de ciruelo.
Enfermedades específicas:
Hoja de plata, cancro bacteriano, marchitez de flores y frutos por podredumbre parda.